# Frygtens pris
Frygtens pris (originaltitel Le Salaire de la peur) er en fransk film af Henri-Georges Clouzot fra 1953. Filmen er baseret på en roman af Georges Arnaud. Den vandt De Gyldne Palmer.

## Handling
Der sker en ulykke i et oliefelt og den eneste måde at slukke branden er med en voldsom explosion. Det eneste disponible sprængstof er nitroglycerin, og fire desperate mænd fra Las Piedras, Mario, Jo, Bimba og Luigi, bliver hver betalt $2.000, hvis de kører to lastbiler fyldt med nitroglycerin over flere hundrede kilometer af hullede veje.

## Medvirkende
- Yves Montand: Mario
- Charles Vanel: M. Jo
- Peter Van Eyck: Bimba
- Folco Lulli: Luigi
- Véra Clouzot: Linda